# إيزابيل دين
إيزابيل دين (بالإنجليزية: Isabel Dean)‏ هي ممثلة بريطانية (وحملت سابقاً جنسية المملكة المتحدة لبريطانيا العظمى وأيرلندا)، ولدت في 26 مايو 1918 في المملكة المتحدة، وتوفيت بنفس المكان في 27 يوليو 1997 بسبب مرض.

## وصلات خارجية
- إيزابيل دين على موقع IMDb (الإنجليزية)
- إيزابيل دين على موقع قاعدة بيانات الفيلم (الإنجليزية)